# Lucrezia Gonzaga
Lucrecia Gonzaga de Gazzuolo o Lucrecia Gonzaga Manfrona (en italiano, Lucrezia Gonzaga; Gazzuolo, 21 de julio de 1522-Mantua, 11 de febrero de 1576) fue una noble y escritora italiana.

## Biografía
Su madre, Camilla, pertenecía a la familia Bentivoglio, y su padre, Pirro, pertenecía a la familia Gonzaga.
Se educó en la corte paterna, donde la instruyeron Giovanni Pico della Mirandola, Baltasar Castiglione, y Mateo Bandello.
Se casó a los dieciocho años con Giampaolo Manfrone, general al servicio de la República de Venecia, condenado a muerte por el duque de Ferrara, y con el que se mantuvo en prisión hasta su ejecución pese a los intentos de Lucrecia por su indulto.
Se la recuerda por su correspondencia:
- Lettere della molto illustre sig. la s.ra donna Lucretia Gonzaga da Gazuolo con gran diligentia raccolte, & a gloria del sesso feminile nuouamente in luce poste, 1552.
- Lettere. Vita quotidiana e sensibilità religiosa nel Polesine di metà ‘500,2009.